# ゴーストワールド (映画)
『ゴーストワールド』（Ghost World）は、2001年制作の映画。テリー・ツワイゴフ監督、ジョン・マルコヴィッチ製作。ダニエル・クロウズのコミック『ゴーストワールド』の映画化。

## ストーリー
ロサンゼルス郊外の退屈な町に住む、幼なじみのイーニドとレベッカ。二人はいわゆるはみ出し者同士で、ともに高校生活や家庭に対して冷めた感情を抱いており、大の仲良しだった。高校を卒業した彼女達は二人で共同生活をする計画を立てるが、しばらくは進学も就職もせず、町でぶらぶらと時間をつぶす日々が続いていた。
そんなある日、二人はいたずらで出会い系広告に応募し、その広告主であるブルース・レコード・コレクターの冴（さ）えない中年男、シーモアと出会う。イーニドは自分と同じく世間になじめずに生きている彼にシンパシーを感じ、徐々に親しくなっていく。イーニドがシーモアと仲を深めていく一方、レベッカはコーヒーショップで働き始める。働きながら少しずつ自立しようとしだすレベッカと、世間一般のシステムになじめないままのイーニドの仲は段々とすれ違ってゆく。

## キャスト
| 役名           | 俳優                       | 日本語吹替 |
| -------------- | -------------------------- | ---------- |
| イーニド       | ソーラ・バーチ             | 高山みなみ |
| レベッカ       | スカーレット・ヨハンソン   | 浅野まゆみ |
| ジョシュ       | ブラッド・レンフロ         | 杉山紀彰   |
| イーニドの父親 | ボブ・バラバン             |            |
| ロベルタ       | イリーナ・ダグラス         | 鳳芳野     |
| シーモア       | スティーヴ・ブシェミ       | 古川登志夫 |
| ジョー         | トム・マクガウアン         |            |
| デイナ         | ステイシー・トラヴィス     |            |
| ジェラルド     | デイヴィッド・クロス       |            |
| ジョン         | パット・ヒーリー           |            |
| ダグ           | デイヴ・シェリダン         |            |
| セラピスト     | ダイアン・サリンジャー     |            |
| ビデオ店店員   | パトリック・フィッシュラー |            |
| マキシン       | テリー・ガー（カメオ出演） |            |